# Big Five
Big five (Velká pětka) je pětifaktorový model osobnosti.

## Pět rozměrů osobnosti
Big five značí pět rozměrů osobnosti. Patří mezi ně:
- otevřenost vůči zkušenosti (openness to experience) – Otevřenost vypovídá o citlivosti na podněty, především estetické. Osoby, které skórují vysoko v oblasti otevřenosti, jsou zvědavé, originální, kreativní, intelektuální.
- svědomitost (conscientiousness) – Svědomitost je charakteristická kontrolou podnětů. Jedná se především o sebekontrolu, organizování a realizování úkolů. Osoby s vysokým skóre svědomitosti jsou dochvilné, spolehlivé, výkonné, uspořádané, cílevědomé.
- extraverze (extraversion) – Extraverze se zaměřuje se na rozdíly v sociabilitě a aktivitě lidí. Osoby s vysokým skórem extraverze jsou společenské, komunikativní, výmluvné, přátelské, také sebejistí, aktivní, energičtí, optimističtí. Mají rádi společnost, navíc jsou také rádi součástí skupin a společenských událostí, mají rádi vzrušení a stimulující prostředí, udržují si veselou mysl. (Hřebíčková, 2004) Lidé s nízkým skóre extraverze jsou považováni za introverty.
- přívětivost (agreeableness) – Přívětivost je charakteristická interpersonálním chováním. Je to především ochota pomáhat druhým. Přívětivost vypovídá také o tendenci důvěřovat druhým lidem a vyhledávání spolupráce. Zároveň znamená také laskavé a vlídné chování k druhým. (Hřebíčková, 2004) Osoby s vysokým skóre přívětivosti jsou příjemné, vřelé, citlivé a vlídné.
- neuroticismus (neuroticism) – Neuroticismus popisuje, jak každý jedinec prožívá negativní emoce. Zásadním bodem neuroticismu je tendence prožívat negativní citové stavy jako smutek, obavy, vina, hněv. Osoby, které skórují vysoko v neuroticismu, jsou úzkostné, temperamentní a náladové.

## Výzkum Big Five
Jeden z prvních výzkumů zabývající se Velkou Pětkou se objevuje v časopise Personnel Psychology. Vědci se zabývali vztahem Big Five tří pracovních výkonů v pěti pracovních skupinách: profesionálové, policie, manažeři, prodavači a kvalifikovaní. Jednalo se o pracovní výkony: znalost práce, školené způsobilosti a osobní údaje. Cílem výzkumu bylo zjistit, jak jsou jednotlivé rozměry osobnosti propletené a zda zasahují do profesních pozic.
Ke zjištění výsledků bylo použito metod:
- computer search (PsycINFO)
- manual search (literatura, články, knihy)
- test osobnosti (60 terapeutů, lékařů)

Byly provedeny čtyři výzkumy. Prvním z nich bylo zjistit frekvenci korelací pro rozměry osobnosti profesních skupin a typů kritérií. Výsledkem bylo, že frekvence se podstatně lišila od jedné složky k druhé. Druhý výzkum se jednal na základě meta-analýzy pro rozměry osobnosti v kombinaci s povoláním. Zjistilo se, že korelace pro kategorie povolání se lišily napříč všemi pěti rozměry osobnosti. Dalším výzkumem byla meta-analýza pro rozměry osobnosti a typy kritérií. Zde se ukázalo, že podle koeficientu korelace je právě svědomitost platným prediktorem pro každý ze tří typů kritérií. Výsledky byly poměrně konzistentní napříč typy kritérií. Posledním výzkumem byla meta-analýza pro rozměry osobnosti a objektivní a subjektivní kritéria. Zjištěním bylo, že u svědomitosti jsou odhadované skutečné korelace pro subjektivní kritéria vyšší než u všech objektivních kritérií.

## Temná triáda
Temná triáda je souhrnné označení pro tři rozměry osobnosti. Prvním z nich je narcismus, vlastnost projevující se snahou o dosažení přiměřené sebeúcty a sebelásky. Další dimenzí je machiavellismus, charakterizující sklon k manipulaci druhých. Posledním z temné triády je psychopatie. Je známá jako porucha osobnosti, duševní porucha, sociální nezodpovědnost.
Tyto zmíněné rozměry osobnosti vedou ke zvýšení kontraproduktivního pracovního chování. Osoby s vysokým skóre v těchto dimenzích bývají zastoupené ve firemních strukturách a dosahují vysokých pozic. V těchto pozicích se mohou dopouštět nezodpovědného, neetického až kriminálního chování. V nejkrajnějších případech zcela rozvracejí firmy (i státy), které řídí.
Někteří vědci avšak tvrdí, že v určité míře mohou mít tyto faktory i pozitivní efekt. Výsledky prokazují, že je tomu tak jen v počátcích. Jakmile tyto osoby získají dostatečný vliv, jejich destruktivní povaha se nevyhnutelně projeví.
Dalším z výzkumů bylo, jak ovlivňuje kvalitu partnerských vztahů právě tyto dimenze. Výsledky ukázaly, že muži s vysokým skóre narcismu byli nejúspěšnější u žen, reakce na další dva typy byla neutrální až negativní.